# 降下猟兵大将
降下猟兵大将（ドイツ語: General der Fallschirmtruppe）は、ドイツ国防軍の空軍降下猟兵科 (パラシュート部隊)の兵科大将。1945年の第二次世界大戦終戦まで存在した。
現代のNATO階級符号でOF-8に相当する「三つ星の将官」で、アメリカ軍では中将に相当する。

## 降下猟兵大将の一覧

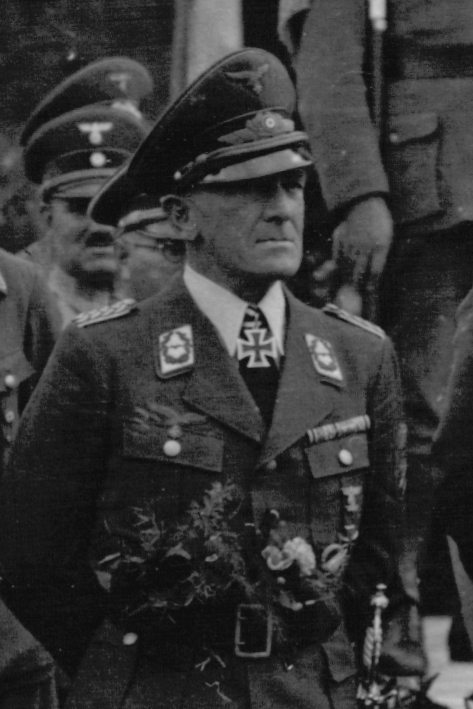
オイゲン・マインドル、1941年

- ブルーノ・ブロイアー
- パウル・コンラート
- リヒャルト・ハイドリヒ
- オイゲン・マインドル
- ヘルマン＝ベルンハルト・ラムケ
- アルフレート・シュレム
- クルト・シュトゥデント